# Бэйм, Эй Джей
Эй Джей Бэйм (родился 24 июля 1971 г.) — американский писатель и журналист. Является постоянным автором The Wall Street Journal. Наиболее известен книгами The Accidental President: Harry S. Truman, Go Like Hell: Ford, Ferrari Go Like Hell: Ford, Ferrari and Their Battle for Speed and Glory at Le Mans и The Arsenal of Democracy: FDR, Detroit, and an Epic Quest to Arm an America at War.

## Биография
Родился в семье восточноевропейских евреев и вырос в пригороде Нью-Джерси, где учился в Средней школе Западного Эссекса. Получил степень бакалавра в Университете Нью-Гэмпшира в 1994 г. и степень магистра в Нью-Йоркском университете в 1997 г. После этого занялся журналистикой, работая внештатным специалистом по проверке фактов в таких журналах, как GQ, Rolling Stone и The Village Voice.
В 1998 году начал свою первую работу на полную ставку в журнале Maxim . В течение следующих 15 лет работал в различных изданиях, став исполнительным редактором журналов Boston, Maxim и Playboy. В это время писал для других изданий, особенно The Wall Street Journal, где вел еженедельную колонку My Ride («Мои покатушки») о любителях авто и мотоциклов.
Известен работой автомобильным журналистом; был пишущим редактором журнала Road & Track и входил в команду автомобильного онлайн-журнала Time Inc. TheDrive .
Живёт в северной Калифорнии и, в основном, пишет книги.

## Работы
В 2003 году опубликовал свою первую книгу Big Shots: the Men Behind the Booze. Настоящий старт его карьере писателя положила книга 2009 года Go Like Hell , описывающая соперничество команд Ford и Ferrari за победу в гонке 24 часа Ле-Мана в 1960-х годах. В 2019 году по книге был снят фильм «Ford против Ferrari» режиссёра Джеймса Мангольда с Кристианом Бэйлом и Мэттом Деймоном в главных ролях.
Книга 2014 года The Arsenal of Democracy о вкладе автомобильных компаний Детройта, в частности Ford Motor Company во Вторую мировую войну, также находится в процессе экранизации. Книги Go Like Hell, и The Arsenal of Democracy получили премию Кена Парди (Ken Purdy Award) за лучшую книгу на автомобильную тему (награда присуждается Международной ассоциацией автомобильной прессы).

## Работа в кино
Участвует в телешоу Jay Leno’s Garage и One of a Kind: Cars, а также снимался в полнометражном документальном фильме The 24 Hour War , снятом Адамом Кароллой и Нейтом Адамсом в 2016 году.

## Избранные публикации
- Big Shots: The Men Behind the Booze. New York: New American Library, 2003. ISBN 045120980X
- Go Like Hell: Ford, Ferrari, and Their Battle for Speed and Glory at Le Mans. Boston: Mariner Books, 2010. ISBN 9780547336053
- The Arsenal of Democracy: FDR, Detroit, and an Epic Quest to Arm an America at War. Boston: Mariner Books, Houghton Mifflin Harcourt, 2015, c2014. ISBN 0544483871
- The Accidental President: Harry S. Truman and the Four Months That Changed the World. Houghton Mifflin Harcourt, 2017. ISBN 0544617347
- Dewey Defeats Truman: The 1948 Election and the Battle for America’s Soul. Houghton Mifflin Harcourt, 2020. ISBN 9781328585066

### Комментарии
1. ↑  На русский не переводилась. Примерный перевод: «Рюмашка. Мужики и выпивка»
2. ↑  В 2022 году книга вышла на русском под заглавием «Ford против Ferrari. Самое яростное противостояние в автогонках. Реальная история» (см. раздел «Литература»)